# Turnhout
Turnhout é uma cidade e um município da Bélgica localizado no distrito de Turnhout, província de Antuérpia, região da Flandres. Fica situada próxima da fronteira neerlandesa. Possui indústrias de têxteis, molduras e artigos em pele.

## Monumentos
Tribunal (antigo palácio dos duques de Brabante).
|  |

## História
Nas suas proximidades ocorreu a vitória de Maurício de Nassau, em 1597, sobre os Espanhóis.

## Cidades-gémeas
- Alemanha: Hammelburg
- Hungria: Gödöllö
- China: Hanzhong